# Auguste Liessens
Auguste Liessens (Ninove, 17 augustus 1894 – Sorel-Tracy, 8 juli 1954) was een Belgisch-Canadees componist, muziekpedagoog, dirigent en organist.

## Levensloop
Liessens werd blind geboren. Hij studeerde vanaf 1901 aan het Blindeninstituut, nu: Koninklijk Instituut Woluwe, in Sint-Lambrechts-Woluwe en leerde er schrijven en het bespelen van verschillende instrumenten. Op 12-jarige leeftijd werk hij klarinettist in het harmonieorkest van deze inrichting. Al voor zijn 20e verjaardag behaalde hij de diploma's aan het Koninklijk Conservatorium Brussel. In 1913 vertrok hij naar Sorel in de Canadese provincie Quebec en werd aldaar muziekleraar aan het Collège du Mont-Saint-Bernard. 
Hij beïnvloedde in grote mate het muzikale leven in zijn gekozen Canadese stad. Na zijn huwelijk opende hij er een muziekstudio en gaf les voor piano, orgel, viool en andere orkestinstrumenten. Hij was vanaf 1916 organist aan de plaatselijke Onze-Lieve-Vrouwekerk (Église Notre-Dame) en vanaf 1929 tot aan zijn dood was hij organist aan de Sint-Pieterskerk (Église Saint-Pierre) in Sorel. Van 1917 tot 1942 was hij dirigent van de Musique des Zouaves, de latere Harmonie Calixa-Lavallée de Sorel. Verder richtte hij de Société chorale Liessens in 1924 op en was hun dirigent tot 1949. Voor dit koor schreef hij een aantal werken, zoals Les Sept paroles du Christ, À sainte Cécile, Hérodiade en een Marche au drapeau voor harmonieorkest en gemengd koor. 
In 1953 werd hij genaturaliseerd en daarmee Canadees staatsburger. Liessens is ook de uitvinder van de Musicographe Liessens, een toestel dat blinden de mogelijkheid biedt muziek te schrijven, die door zienden kan worden gebruikt. Deze machine wordt in alle landen ter wereld gedistribueerd via de Amerikaanse Stichting voor Blinden (American Foundation for the Blind) in New York. Liessens ontving een erediploma van de Belgische Koninklijke Maatschappij voor Blinden en Slechtzienden vzw. 
Als componist schreef hij kerkmuziek, vocale muziek en werken voor harmonieorkest. 
Auguste Liessens wordt op  28 augustus 1953 tot ereburger van zijn geboortestad benoemd en in 1975 werd in Sorel een staat en het amphitheater naar hem vernoemd. 

## Composities

### Werken voor harmonieorkest
- Marche au Drapeau (Fleurs de lys), voor gemengd koor en harmonieorkest

### Missen en andere kerkmuziek
- 1918 Anges louez le Seigneur "Cantate jubilaire", voor solisten en gemengd koor
- À sainte Cécile
- Ave Maria
- L'Erable
- Les sept paroles du Christ
- Messe "Lauda Sion"
- O vous Héros

### Vocale muziek

#### Werken voor koor
- 1925 Chœur Jubilaire, voor gemengd koor
- À la Patrie
- Hérodiade
- Marche au Drapeau (Fleurs de lys), voor gemengd koor en harmonieorkest